# Rosalita (sång)
Rosalita, skriven av Johnny Thunqvist och Ulf Georgsson, är en låt som gruppen Barbados släppte på singel 1999, och även släppte på albumet Rosalita 1999. Den deltog också i finalen av 1999 års upplaga av tävlingen "Dansbandslåten".
Melodin låg på Svensktoppen melodin i 19 veckor under perioden 25 december 1999 -13 maj 2000 , och var bland annat etta innan den lämnade listan . 
Keld Heick skrev en text på danska, som också heter "Rosalita", och som spelades in av det danska dansbandet Kandis från Danmark på albumet "Kandis live" 2004 . Matti Kuisma skrev en text på finska, som också heter "Rosalita", och som Matti Kuisma spelade in själv år 2000 .
Låten framfördes av Scotts i Dansbandskampen 2008.

### Fotnoter
1. ↑  Svensktoppen - 25 december 1999
2. ↑  Svensktoppen - 13 maj 2000
3. ↑  Svensktoppen - 20 maj 2000
4. ↑  Kandis - Rosalita Arkiverad 30 augusti 2007 hämtat från the Wayback Machine.
5. ↑  Information i Svensk mediedatabas.